# Вайзмен (Аляска)
Вайзмен (англ. Wiseman) — переписна місцевість (CDP) в США, в окрузі Юкон-Коюкук штату Аляска. Населення — 5 осіб (2020).

## Географія
Вайзмен розташований за координатами 67°28′53″ пн. ш. 150°9′39″ зх. д. / 67.48139° пн. ш. 150.16083° зх. д. (67.481427, -150.160724).  За даними Бюро перепису населення США в 2010 році переписна місцевість мала площу 202,12 км², з яких 202,07 км² — суходіл та 0,05 км² — водойми.

### Клімат
| Клімат : Вайзмен        | Клімат : Вайзмен | Клімат : Вайзмен | Клімат : Вайзмен | Клімат : Вайзмен | Клімат : Вайзмен | Клімат : Вайзмен | Клімат : Вайзмен | Клімат : Вайзмен | Клімат : Вайзмен | Клімат : Вайзмен | Клімат : Вайзмен | Клімат : Вайзмен | Клімат : Вайзмен |
| Показник                | Січ.             | Лют.             | Бер.             | Квіт.            | Трав.            | Черв.            | Лип.             | Серп.            | Вер.             | Жовт.            | Лист.            | Груд.            | Рік              |
| Абсолютний максимум, °C | 1,7              | 1,7              | 7,8              | 20,0             | 27,2             | 30,6             | 29,4             | 28,9             | 21,1             | 13,3             | 2,8              | 1,7              | 30,6             |
| Середній максимум, °C   | −19,3            | −14,7            | −8,2             | 2,7              | 12,5             | 20,8             | 20,6             | 16,7             | 9,7              | −3,2             | −12,9            | −16,2            | 0,7              |
| Середній мінімум, °C    | −29,6            | −26,3            | −24,5            | −12,4            | −1,6             | 6,3              | 7,4              | 4,0              | −1,2             | −12,5            | −22,1            | −26,2            | −11,6            |
| Абсолютний мінімум, °C  | −51,7            | −53,9            | −50              | −35,6            | −22,2            | −6,7             | −3,9             | −7,2             | −17,8            | −34,4            | −40              | −49,4            | −53,9            |
| Норма опадів, мм        | 19               | 18               | 7                | 14               | 25               | 47               | 62               | 60               | 47               | 18               | 20               | 19               | 357              |
| Днів з опадами          | 6                | 6                | 3                | 5                | 6                | 11               | 14               | 13               | 12               | 7                | 8                | 8                | 99,0             |
| ----------------------- | ---------------- | ---------------- | ---------------- | ---------------- | ---------------- | ---------------- | ---------------- | ---------------- | ---------------- | ---------------- | ---------------- | ---------------- | ---------------- |
| Джерело:                |                  |                  |                  |                  |                  |                  |                  |                  |                  |                  |                  |                  |                  |

## Демографія
Згідно з переписом 2010 року, у переписній місцевості мешкало 14 осіб у 5 домогосподарствах у складі 4 родин. Густота населення становила 0 осіб/км².  Було 25 помешкань (0/км²).
Расовий склад населення:
| - 92,9 % — білих |

До двох чи більше рас належало 7,1 %. Частка іспаномовних становила 0,0 % від усіх жителів.
За віковим діапазоном населення розподілялося таким чином: 28,6 % — особи молодші 18 років, 64,3 % — особи у віці 18—64 років, 7,1 % — особи у віці 65 років та старші. Медіана віку мешканця становила 28,5 року. На 100 осіб жіночої статі у переписній місцевості припадало 100,0 чоловіків;  на 100 жінок у віці від 18 років та старших — 100,0 чоловіків також старших 18 років.
Цивільне працевлаштоване населення становило 3 особи. Основні галузі зайнятості: транспорт — 100,0 %.